# Liste der Orgeln in der Steiermark
In der Liste der Orgeln in der Steiermark werden sukzessive alle Orgeln in der Steiermark erfasst.

## Orgeln in Graz-Stadt
| Bezirk | Gemeinde | Ort/Katastral- gemeinde | Kirche/ Gebäude                 | Bild | Standort        | Orgelbauer             | Jahr          | Manuale    | Register  | Bemerkungen |
| ------ | -------- | ----------------------- | ------------------------------- | ---- | --------------- | ---------------------- | ------------- | ---------- | --------- | --- |
| Graz   | Graz     | Andritz                 | Pfarrkirche St. Veit            |      | Empore          | Orgelbau Krenn         | 1981          | II/P       | 18        | 2008 Restaurierung durch Walter Vonbank                                                                                             |
| Graz   | Graz     | Gries                   | Pfarrkirche St. Andrä           |      | Empore          | Matthäus Mauracher I.  | 1884          | II/P       | 23        | mehrere Umbauten und Restaurationen, zuletzt 2001                                                                                   |
| Graz   | Graz     | Innere Stadt            | Dom                             |      | Westempore      | Orgelbau Rieger        | 2023          | IV/P       | 62        | Größte Orgel der Steiermark, Neubau durch Rieger unter Verwendung vorhandener Pfeifen der alten Orgel von Klais (1978). Disposition |
| Graz   | Graz     | Innere Stadt            | Franziskanerkirche              |      | Westempore      | Alexander Schuke       | 2002          | II/P       | 27        | Disposition |
| Graz   | Graz     | Innere Stadt            | Stadtpfarrkirche Hl. Blut       |      | Westempore      | Orgelbau Rieger        | 1970          | III/P      | 46        | Disposition |
| Graz   | Graz     | Innere Stadt            | Stefaniensaal                   |      | Konzertbühne    | Orgelbau Klais         | 2002          | III/P      | 51        | Neubau 2002, Prospekt von 1909. Es handelt sich hier um die größte Konzertsaalorgel Österreichs südlich von Wien. Disposition       |
| Graz   | Graz     | Jakomini                | Münzgrabenkirche                |      | Westempore      | Dreher & Reinisch      | 1956          | III/P      | 42        | |
| Graz   | Graz     | Jakomini                | Pfarrkirche St. Josef           |      | Empore          | Matthäus Mauracher II. | 1909          | II/P       | 29        | |
| Graz   | Graz     | Lend                    | Barmherzigenkirche              |      | Empore          | E. F. Walcker & Cie.   | 1893          | II/P       | 23        | Disposition |
| Graz   | Graz     | Lend                    | Mariahilferkirche (Hauptorgel)  |      | Empore          | Orgelbau Rieger        | 1983          | II/P       | 25        | |
| Graz   | Graz     | Lend                    | Mariahilferkirche (Chororgel)   |      | Chorraum        | Orgelbau Felsberg      | 2003          | I/P        | 10        | gläserner Spieltisch |
| Graz   | Graz     | Lend                    | Mariahilferkirche (Chorpositiv) |      | Seitenschiff    | unbekannt              |               | I          | 3         | 1990 restauriert durch Anton Skrabl                                                                                                 |
| Graz   | Graz     | Liebenau                | Pfarrkirche St. Paul            |      | Empore          | Orgelbau Rieger        | 2002          | II/P       | 15        | |
| Graz   | Graz     | Mariatrost              | Basilika                        |      | Empore / Kuppel | Pflüger Orgelbau       | 1993 / 1920er | III/P (IV) | 51 (43+8) | Hauptorgel von Pflüger + Fernwerk (2021 restauriert) Disposition                                                                    |
| Graz   | Graz     | St. Leonhard            | Ev. Heilandskirche              |      | Ostempore       | Hermann Eule           | 2017          | III/P      | 31        | Gehäuse von Franz Ullmann & E. F. Walcker, Disposition                                                                              |
| Graz   | Graz     | St. Leonhard            | St. Leonhard                    |      | Westempore      |                        |               |            |           | |
| Graz   | Graz     | St. Leonhard            | Herz-Jesu-Kirche                |      | Westempore      | E. F. Walcker          | 1889/91       | III/P      | 55        | Neubau durch Walcker, Umbau und Erweiterung in den 40er-Jahren; Restauration 2014; Disposition                                      |

## Orgeln im Bezirk Bruck-Mürzzuschlag
| Bezirk             | Gemeinde                  | Ort/Katastral- gemeinde  | Kirche/ Gebäude                                 | Bild | Standort      | Orgelbauer               | Jahr     | Manuale | Register | Bemerkungen |
| ------------------ | ------------------------- | ------------------------ | ----------------------------------------------- | ---- | ------------- | ------------------------ | -------- | ------- | -------- | --- |
| Bruck-Mürzzuschlag | Aflenz                    | Aflenz                   | Pfarrkirche Aflenz                              |      | Empore        | Matthäus Mauracher       | 1908     | II/P    | 21       | |
| Bruck-Mürzzuschlag | Breitenau am Hochlantsch  | Breitenau                | Pfarrkirche Sankt Erhard in der Breitenau       |      | Empore        | Andreas Schwarz          | 1722     | II/P    | 18       | |
| Bruck-Mürzzuschlag | Bruck an der Mur          | Bruck an der Mur         | Stadtpfarrkirche                                |      | Empore        | Orgelbau Pirchner        | 1983     | II/P    | 28       | Prospekt aus Anfang des 19. Jhdts. |
| Bruck-Mürzzuschlag | Bruck an der Mur          | Bruck an der Mur         | Minoritenkirche                                 |      | Empore        | Kaspar Mitterreither     | 1730     | I/P     | 11       | Disposition |
| Bruck-Mürzzuschlag | Kapfenberg                | Kapfenberg               | Pfarrkirche Kapfenberg-St. Oswald               |      | Empore        | Orgelbauanstalt Maribor  | 2015     | II/P    | 22       | |
| Bruck-Mürzzuschlag | Kindberg                  | Allerheiligen im Mürztal | Pfarrkirche Allerheiligen im Mürztal            |      | Empore        | Christian Erler          | 2006     | II/P    | 17       | Disposition |
| Bruck-Mürzzuschlag | Kindberg                  | Kindberg                 | Pfarrkirche Kindberg                            |      | Empore        |                          |          | III/P   | 34       | derzeit nicht verwendet |
| Bruck-Mürzzuschlag | Krieglach                 | Krieglach                | Pfarrkirche Krieglach                           |      | Empore        | Christoph Enzenhofer     | 2006     | II/P    | 28       | |
| Bruck-Mürzzuschlag | Langenwang                | Langenwang               | Pfarrkirche Langenwang                          |      | Empore        | Walter Vonbank           | 1999     | II/P    | 22       | |
| Bruck-Mürzzuschlag | Mariazell                 | Mariazell                | Basilika Mariazell (Wiener Orgel)               |      | Westempore    | Mathis Orgelbau          | 2003     | III/P   | 54 (83)  | Größte Orgel der Obersteiermark. Am Zentralspieltisch lässt sich diese Orgel mit der Mariazeller Orgel kombinieren, wodurch die größte Orgelanlage der Steiermark entsteht. Disposition |
| Bruck-Mürzzuschlag | Mariazell                 | Mariazell                | Basilika Mariazell (Mariazeller Orgel)          |      | Hochaltarraum | Mathis Orgelbau          | 2000     | II/P    | 29       | Disposition |
| Bruck-Mürzzuschlag | Mariazell                 | Mariazell                | Basilika Mariazell (Konradorgel)                |      | Seitenempore  | Pflüger Orgelbau         | 2003     | I/P     | 9        | Disposition |
| Bruck-Mürzzuschlag | Mariazell                 | Mariazell                | Basilika Mariazell (Marienorgel)                |      | Seitenempore  | Pflüger Orgelbau         | 2003     | I/-     | 6        | Disposition |
| Bruck-Mürzzuschlag | Mürzzuschlag              | Mürzzuschlag             | Heilandskirche                                  |      | Orgelempore   | Gebrüder Rieger          | 1902     | II/P    | 14       | Disposition |
| Bruck-Mürzzuschlag | Mürzzuschlag              | Mürzzuschlag             | Stadtpfarrkirche                                |      | Orgelempore   | Christian Erler          | 2010     | II/P    | 25       | Disposition |
| Bruck-Mürzzuschlag | Neuberg an der Mürz       | Neuberg                  | Münsterkirche                                   |      | Westempore    | Orgelbau Krenn           | 1971     | II/P    | 28       | Barocker Rundprospekt um 1725 |
| Bruck-Mürzzuschlag | Neuberg an der Mürz       | Neuberg                  | Münsterkirche                                   |      | Apsis         |                          | ca. 1670 | I/P     | 6        | |
| Bruck-Mürzzuschlag | Neuberg an der Mürz       | Kapelln                  | Pfarrkirche Kapellen an der Mürz                |      | Empore        | Friedrich Werner         | 1879     | I/P     | 7        | |
| Bruck-Mürzzuschlag | Mürzsteg                  | Mürzsteg                 | Pfarrkirche Mürzsteg                            |      | Empore        |                          |          | I/P     |          | |
| Bruck-Mürzzuschlag | Neuberg an der Mürz       | Neuberg                  | Grünangerkirche Neuberg                         |      | Empore        | Orgelbau Felsberg        | 1998     | I/P     | 11       | |
| Bruck-Mürzzuschlag | Pernegg an der Mur        | Pernegg                  | Wallfahrtskirche „Heilige Maria“ (Frauenkirche) |      | Orgelempore   | Konrad Hopferwieser      | 1927     | II/P    | 9(13)    | Neubau im Gehäuse von Johann Georg Mitterreiter (nach 1730), mit pneumatischen Trakturen, Kegelladen; Reinigung und Überarbeitung Orgelbau Vonbank (2017)                               |
| Bruck-Mürzzuschlag | Spital am Semmering       | Spittal am Semmering     | Pfarrkirche Spital am Semmering                 |      | Orgelempore   | Karl Reinisch            | 1929     | II/P    | 13       | |
| Bruck-Mürzzuschlag | Sankt Barbara im Mürztal  | Mitterdorf im Mürztal    | Filialkirche St. Barbara                        |      | Orgelempore   | Rieger Orgelbau          | 2009     | II/P    | 16       | |
| Bruck-Mürzzuschlag | Sankt Barbara im Mürztal  | Veitsch                  | Pfarrkirche Veitsch                             |      | Orgelempore   | Albert Mauracher, op. 35 | 1894     | II/P    | 10       | mechanische Kegellade, Instandsetzung 2012 durch Christian Hartinger |
| Bruck-Mürzzuschlag | Sankt Barbara im Mürztal  | Wartberg im Müztal       | Pfarrkirche Wartberg im Mürztal                 |      | Orgelempore   | Josef Krainz             | 1838     | I/P     | 11       | |
| Bruck-Mürzzuschlag | Sankt Lorenzen im Mürztal | St. Lorenzen/Mürztal     | Pfarrkirche St. Lorenzen im Mürztal             |      | Orgelempore   | Martin Pflüger           | 1996     | II/P    | 22       | |
| Bruck-Mürzzuschlag | Sankt Marein im Mürztal   | Frauenberg               | Wallfahrtskirche Maria Rehkogel                 |      | Orgelempore   | Anton Römer              | 1775     | II/P    | 19       | [ 3 ] |
| Bruck-Mürzzuschlag | Stanz im Mürztal          | Stanz im Mürztal         | Filialkirche St. Ulrich                         |      | Orgelempore   | Carl Billich             | 1887     | I/P     | 7        | |

## Orgeln im Bezirk Deutschlandsberg
| Bezirk           | Gemeinde                          | Ort/Katastral- gemeinde     | Kirche/ Gebäude                              | Bild | Standort        | Orgelbauer                 | Jahr     | Manuale | Register | Bemerkungen                                                                                      |
| ---------------- | --------------------------------- | --------------------------- | -------------------------------------------- | ---- | --------------- | -------------------------- | -------- | ------- | -------- | ------------------------------------------------------------------------------------------------ |
| Deutschlandsberg | Bad Schwanberg                    | Bad Schwanberg              | Josefikirche Schwanberg                      |      | Orgelempore     | Friedrich Werner           | 1868     | I/P     | 6        | Disposition                                                                                      |
| Deutschlandsberg | Bad Schwanberg                    | Bad Schwanberg              | Pfarrkirche Schwanberg                       |      | Orgelempore     |                            |          |         |          |                                                                                                  |
| Deutschlandsberg | Deutschlandsberg                  | Bad Gams                    | Pfarrkirche Bad Gams                         |      | Empore          | Konrad Hopferwieser        | 1907     | II/P    | 16       |                                                                                                  |
| Deutschlandsberg | Deutschlandsberg                  | Deutschlandsberg            | Stadtpfarrkirche                             |      | Orgelempore     | Orgelbau Krenn             | 1983     | II/P    | 27       | Neubau im Gehäuse von Konrad Hopferwieser                                                        |
| Deutschlandsberg | Deutschlandsberg                  | Hörbing                     | St. Ulrich am Ulrichsberg                    |      | Empore          | Ferdinand Schwarz          | ca. 1740 | I       | 5        |                                                                                                  |
| Deutschlandsberg | Deutschlandsberg                  | Kloster                     | Pfarrkirche St. Oswald                       |      | Emporenbrüstung | Friedrich Werner           | 1879     | I/P     | 6        | Spätwerk Friedrich Werners im Originalzustand                                                    |
| Deutschlandsberg | Eibiswald                         | Eibiswald                   | Pfarrkirche                                  |      | Orgelempore     | Bruno Riedl                | 1992     | II/P    | 26       |                                                                                                  |
| Deutschlandsberg | Eibiswald                         | Sankt Lorenzen ob Eibiswald | Pfarrkirche                                  |      |                 | Friedrich Werner           | 1867     | I/-     | 4        | 2011 Restauration durch Walter Vonbank                                                           |
| Deutschlandsberg | Frauental an der Laßnitz          | Frauental                   | Pfarrkirche                                  |      | Empore          | Orgelbau Pirchner          | 1960     | II/P    | 12       |                                                                                                  |
| Deutschlandsberg | Groß Sankt Florian                | Groß St. Florian            | Pfarrkirche hl. Florian (Groß Sankt Florian) |      | Empore          | Martin Pflüger             | 1998     | II/P    | 23       |                                                                                                  |
| Deutschlandsberg | Lannach                           | Lannach                     | Pfarrkirche Lannach                          |      | Empore          | Anton Skrabl               | 2000     | II/P    | 15       |                                                                                                  |
| Deutschlandsberg | Pölfing-Brunn                     | Pölfing-Brunn               | Pfarrkirche Pölfing-Brunn                    |      | Empore          |                            | 1964     | II/P    |          | 2024 restauriert                                                                                 |
| Deutschlandsberg | Preding                           | Preding                     | Pfarrkirche Preding                          |      | Empore          | Gebrüder Rieger            | 1937     | II/P    | 15       |                                                                                                  |
| Deutschlandsberg | Sankt Josef in der Weststeiermark | St. Josef                   | Pfarrkirche                                  |      | Orgelempore     | Friedrich Werner           | 1857     | I/P     | 12       | 2014 Restauration durch Walter Vonbank                                                           |
| Deutschlandsberg | Sankt Martin im Sulmtal           | St. Martin im Sulmtal       | Pfarrkirche Sankt Martin im Sulmtal          |      | Orgelempore     | Brüder Hopferwieser        | 1963     | II/P    | 18       |                                                                                                  |
| Deutschlandsberg | Sankt Peter im Sulmtal            | St. Peter im Sulmtal        | Pfarrkirche                                  |      | Empore          | Orgelbau Maribor           | 2013     | II/P    | 18       | Disposition                                                                                      |
| Deutschlandsberg | Sankt Stefan ob Stainz            | St. Stefan ob Stainz        | Pfarrkirche                                  |      | Orgelempore     | Max Dreher                 | 1941     | II/P    | 20       |                                                                                                  |
| Deutschlandsberg | Stainz                            | Stainz                      | Pfarrkirche                                  |      | Orgelempore     | Orgelbau Krenn             | 1980     | II/P    | 31       | größte Orgel der Weststeiermark, mechanische Schleifladenorgel; Prospekt von Konrad Hopferwieser |
| Deutschlandsberg | Stainz                            | Stainz                      | Ev. Friedenskirche                           |      | Orgelempore     | Walcker-Mayer              | 1964     | I       | 4        |                                                                                                  |
| Deutschlandsberg | Wettmannstätten                   | Wettmannstätten             | Pfarrkirche Wettmannstätten                  |      | Orgelempore     | Konrad Hopferwieser senior | 1934     | II/P    | 8        | Gehäuse aus 1733 von Johann Georg Mitterreither, derzeit unspielbar                              |
| Deutschlandsberg | Wies                              | Wies                        | Pfarrkirche Wies                             |      | Orgelempore     | Matthäus Mauracher         | 1895     | II/P    | 18       |                                                                                                  |

## Orgeln im Bezirk Graz-Umgebung
| Bezirk        | Gemeinde                      | Ort/Katastral- gemeinde | Kirche/ Gebäude                 | Bild | Standort    | Orgelbauer                 | Jahr     | Manuale | Register | Bemerkungen |
| ------------- | ----------------------------- | ----------------------- | ------------------------------- | ---- | ----------- | -------------------------- | -------- | ------- | -------- | --- |
| Graz-Umgebung | Dobl-Zwaring                  | Dobl                    | Pfarrkirche Dobl                |      | Orgelempore | Carl Billich               | 1880     | I/P     | 8        | |
| Graz-Umgebung | Eggersdorf bei Graz           | Eggersdorf              | Pfarrkirche Eggersdorf bei Graz |      | Orgelempore | Matthäus Mauracher         | 1910     | II/P    | 20       | |
| Graz-Umgebung | Feldkirchen bei Graz          | Feldkirchen             | Pfarrkirche                     |      | Orgelempore | Matthäus Mauracher II.     | 1892     | II/P    | 13       | 2015 von Drago Lukman renoviert. Bis auf die Prospektpfeifen und die Balgtretanlage original erhalten.                      |
| Graz-Umgebung | Gössendorf                    | Thondorf                | Pfarrkirche St. Christoph       |      | Orgelempore | Gregor Hradetzky           | 1974     | II/P    | 20       | |
| Graz-Umgebung | Gratkorn                      | Gratkorn                | Pfarrkirche Gratkorn            |      | Orgelempore | Carl Billich               | 1887     | II/P    | 12       | 1999 von Walcker-Mayer generalsaniert                                                                                       |
| Graz-Umgebung | Gratwein-Straßengel           | Gratwein                | Pfarrkirche St. Rupert          |      | Orgelempore | Gebrüder Hopferwieser      | 1965     | II/P    | 15       | [ 5 ] |
| Graz-Umgebung | Gratwein-Straßengel           | Gschnait                | Pfarrkirche Sankt Pankrazen     |      | Orgelempore | unbekannt                  | ca. 1750 | I/P     | 10       | |
| Graz-Umgebung | Gratwein-Straßengel           | Judendorf-Straßengel    | Wallfahrtskirche                |      | Orgelempore | Pflüger Orgelbau           | 1995     | III/P   | 30       | Disposition |
| Graz-Umgebung | Gratwein-Straßengel           | Rein                    | Stiftskirche                    |      | Orgelempore | Dreher und Reinisch        | 1951/63  | II/P    | 35       | In mehreren Etappen erbaut. Im Jahr 2010 wurde das Orgelwerk bis auf das Manualwerk im barocken Originalgehäuse abgetragen. |
| Graz-Umgebung | Hart bei Graz                 | Hohenrain               | Rupertikirche (Hohenrain)       |      | Orgelempore |                            |          | II/P    |          | |
| Graz-Umgebung | Hausmannstätten               | Hausmannstätten         | Pfarrkirche Hausmannstätten     |      | Orgelempore | Orgelbauanstalt Maribor    | 2006     | II/P    | 21       | |
| Graz-Umgebung | Hitzendorf                    | Hitzendorf              | Pfarrkirche Hitzendorf          |      | Orgelempore | Matthäus Mauracher         | 1893     | II/P    | 14       | |
| Graz-Umgebung | Kalsdorf bei Graz             | Kalsdorf                | Pfarrkirche Kalsdorf bei Graz   |      | Orgelempore |                            |          | II/P    |          | |
| Graz-Umgebung | Kumberg                       | Kumberg                 | Pfarrkirche Kumberg             |      | Orgelempore |                            | 1782     |         |          | 1886 von Carl Billich umgebaut                                                                                              |
| Graz-Umgebung | Laßnitzhöhe                   | Laßnitzhöhe             | Pfarrkirche Laßnitzhöhe         |      | Orgelempore | Walcker-Mayer              | 1971     | II/P    |          | |
| Graz-Umgebung | Nestelbach bei Graz           | Nestelbach bei Graz     | Pfarrkirche Nestelbach bei Graz |      | Orgelempore | Konrad Hopferwieser senior | 1909     |         |          | Orgel derzeit nicht spielbar                                                                                                |
| Graz-Umgebung | Premstätten                   | Unterpremstätten        | Pfarrkirche Unterpremstätten    |      | Orgelempore | Orgelbauanstalt Maribor    | 2004     | II/P    | 19       | |
| Graz-Umgebung | Sankt Bartholomä (Steiermark) | St. Bartholomä          | Pfarrkirche Sankt Bartholomä    |      | Orgelempore | Friedrich Werner           | 1869     | II/P    | 16       | |
| Graz-Umgebung | Sankt Marein bei Graz         | St. Marein bei Graz     | Pfarrkirche St. Marein bei Graz |      | Orgelempore |                            | 1962     | II/P    |          | |
| Graz-Umgebung | Stiwoll                       | Stiwoll                 | Pfarrkirche Stiwoll             |      | Orgelempore | Anton Skrabl               | 2012     | II/P    | 12       | |

## Orgeln im Bezirk Hartberg-Fürstenfeld
| Bezirk               | Gemeinde                  | Ort/Katastral- gemeinde      | Kirche/ Gebäude                              | Bild | Standort       | Orgelbauer                            | Jahr          | Manuale | Register | Bemerkungen |
| -------------------- | ------------------------- | ---------------------------- | -------------------------------------------- | ---- | -------------- | ------------------------------------- | ------------- | ------- | -------- | --- |
| Hartberg-Fürstenfeld | Bad Blumau                | Bad Blumau                   | Pfarrkirche Bad Blumau                       |      | Empore         | Anton Skrabl                          | 2001          | II/P    | 14       | |
| Hartberg-Fürstenfeld | Bad Blumau                | Jobst                        | Filialkirche St. Anna                        |      | Empore         | Ferdinand Schwarz                     | 1756          | I/P     | 8        | |
| Hartberg-Fürstenfeld | Bad Loipersdorf           | Bad Loipersdorf              | Pfarrkirche Bad Loipersdorf                  |      | Empore         |                                       |               |         |          | |
| Hartberg-Fürstenfeld | Bad Waltersdorf           | Bad Waltersdorf              | Pfarrkirche Bad Waltersdorf                  |      | Empore         | Dreher und Reinisch                   | 1957          | II/P    | 19 (15)  | |
| Hartberg-Fürstenfeld | Buch-St. Magdalena        | Lemberg                      | Pfarrkirche Sankt Magdalena am Lemberg       |      | Empore         | Franz Xaver Schwarz                   | 1789          | I/P     | 8        | |
| Hartberg-Fürstenfeld | Burgau (Steiermark)       | Burgau                       | Pfarrkirche Burgau                           |      | Empore         | Gebrüder Krenn                        | 19xx          | II/P    | 15       | Gehäuse aus 1776 von Anton Römer |
| Hartberg-Fürstenfeld | Ebersdorf                 | Lemberg                      | Pfarrkirche Ebersdorf                        |      | Empore         | Franz Xaver Schwarz                   | 1788          | I/P     | 8        | |
| Hartberg-Fürstenfeld | Feistritztal              | Blaindorf                    | Kirche Hll. Rochus und Sebastian (Blaindorf) |      | Empore         | Anton Römer                           | 1735 od. 1750 | I/P     | 9        | |
| Hartberg-Fürstenfeld | Feistritztal              | Kaibing                      | Filialkirche Maria Fieberbründl              |      | Apsis seitlich | Rieger Orgelbau                       | 1994          | II/P    | 17       | |
| Hartberg-Fürstenfeld | Feistritztal              | Sankt Johann bei Herberstein | Pfarrkirche St. Johann bei Herberstein       |      | Empore         | Albert Mauracher                      | 1913          | II/P    | 16       | |
| Hartberg-Fürstenfeld | Friedberg                 | Friedberg                    | Stadtpfarrkirche Friedberg                   |      | Empore         | Gebrüder Krenn                        | 1967          | II/P    | 20       | |
| Hartberg-Fürstenfeld | Fürstenfeld               | Fürstenfeld                  | Stadtpfarrkirche                             |      | Empore         | Orgelbau Jann                         | 2009          | III/P   | 26       | Das historische Gehäuse aus dem Jahr 1753 wurde wiederverwendet.                                                                                |
| Hartberg-Fürstenfeld | Fürstenfeld               | Übersbach                    | Filialkirche Übersbach                       |      | Empore         | Johann Deutschmann                    | 1868          | I/P     | 7        | |
| Hartberg-Fürstenfeld | Grafendorf bei Hartberg   | Grafendorf                   | Pfarrkirche Grafendorf bei Hartberg          |      | Empore         | Brüder Hopferwieser                   | 1958          | II/P    | 15       | |
| Hartberg-Fürstenfeld | Großsteinbach             | Großsteinbach                | Pfarrkirche Großsteinbach                    |      | Empore         | Orgelbau Pirchner                     | 2010          | II/P    | 15       | |
| Hartberg-Fürstenfeld | Großwilfersdorf           | Großwilfersdorf              | Pfarrkirche Großwilfersdorf                  |      | Empore         | Martin Pflüger                        | 2009          | II/P    | 14       | |
| Hartberg-Fürstenfeld | Großwilfersdorf           | Hainersdorf                  | Pfarrkirche Hainersdorf                      |      | Empore         | Johann Georg Mitterreither            | 1721          | I/P     | 10       | |
| Hartberg-Fürstenfeld | Hartberg                  | Hartberg                     | Stadtpfarrkirche                             |      | Empore         | Karl Schuke                           | 1942          | II/P    | 22       | Im Jahr 1942 unter Verwendung des historischen Prospekt vom Grazer Orgelbauer Ferdinand Schwarz neu errichtet. 1969 um zwei Register erweitert. |
| Hartberg-Fürstenfeld | Hartberg                  | Hartberg                     | Maria Lebing                                 |      | Empore         | Andreas Schwarz                       | 1721          | I/P     | 12       | |
| Hartberg-Fürstenfeld | Hartberg Umgebung         | Flattendorf                  | St. Anna am Masenberg                        |      | Empore         | Kaspar Mitterreither                  | 1771          | I       | 5        | |
| Hartberg-Fürstenfeld | Hofkirchen bei Hartberg   | Hofkirchen                   | Sankt Stefan (Hofkirchen)                    |      | Empore         | Ludwig Greß                           | 1803          | I/P     | 9        | |
| Hartberg-Fürstenfeld | Ilz                       | Ilz                          | Pfarrkirche Ilz                              |      | Empore         | Christoph Allgäuer                    | 2004          | II/P    | 22       | |
| Hartberg-Fürstenfeld | Kaindorf (Steiermark)     | Kaindorf (Steiermark)        | Pfarrkirche Kaindorf                         |      | Empore         | Ferdinand Salomon                     | 2013          | II/P    | 18       | Historisches Gehäuse aus dem Jahr 1750 mit neuem Werk vom Orgelbaumeister Ferdinand Salomon                                                     |
| Hartberg-Fürstenfeld | Neudau                    | Neudau                       | Pfarrkirche Neudau                           |      | Empore         | Aquincum                              | 2002          | II/P    | 17       | |
| Hartberg-Fürstenfeld | Neudau                    | Unterlimbach                 | Filialkirche St. Bartholomäus                |      | Empore         | Johann Georg Mitterreither            | 1726          | I       | 4        | |
| Hartberg-Fürstenfeld | Pinggau                   | Pinggau                      | Pfarrkirche Pinggau                          |      | Empore         | Conrad Hopferwieser                   | 1901          | I/P     | 11       | |
| Hartberg-Fürstenfeld | Pöllau                    | Pöllau                       | Stiftskirche                                 |      | Empore         | Johann Georg Mitterreither            | 1739          | II/P    | 24       | (PDF; 97 kB) restauriert 1989 durch Helmut Allgäuer                                                                                             |
| Hartberg-Fürstenfeld | Pöllauberg                | Samstagsberg                 | Wallfahrtskirche                             |      | Empore         | wahrscheinlich Johannes Lilling d. J. | 1684          | II/P    | 18       | 2019/20 wurde die Orgel durch die Werkstatt Orgelbau Kögler restauriert und auf den Stand von 1740 zurückgeführt bzw. rückgebaut.               |
| Hartberg-Fürstenfeld | Sankt Johann in der Haide | St. Johann in der Heide      | Pfarrkirche Sankt Johann in der Haide        |      | Empore         | Carl Schehl                           | 1837          | I/P     | 12       | |
| Hartberg-Fürstenfeld | Söchau                    | Söchau                       | Pfarrkirche Söchau                           |      | Empore         | Matthäus Mauracher II.                | 1910          | II/P    | 9        | |
| Hartberg-Fürstenfeld | Stubenberg                | Stubenberg                   | Pfarrkirche Stubenberg am See                |      | Empore         | Stefan Just                           | 1836          | II/P    | 15       | 1836 für Gaspoltshofen errichtet, 2004 nach Stubenberg transferiert und durch Francesco Zanin angepasst                                         |
| Hartberg-Fürstenfeld | Vorau                     | Vorau                        | Stiftskirche                                 |      | Empore         | Orgelbau Pirchner                     | 2013          | II/P    | 34       | |
| Hartberg-Fürstenfeld | Wenigzell                 | Wenigzell                    | Pfarrkirche Wenigzell                        |      | Empore         | Brüder Hopferwieser                   | 1957          | II/P    | 15       | |

## Orgeln im Bezirk Leibnitz
| Bezirk   | Gemeinde                        | Ort/Katastral- gemeinde   | Kirche/ Gebäude                         | Bild | Standort    | Orgelbauer                        | Jahr      | Manuale | Register | Bemerkungen |
| -------- | ------------------------------- | ------------------------- | --------------------------------------- | ---- | ----------- | --------------------------------- | --------- | ------- | -------- | --- |
| Leibnitz | Allerheiligen bei Wildon        | Allerheiligen             | Pfarrkirche Allerheiligen bei Wildon    |      | Orgelempore | Vleugels Orgelbau                 | 2006      | II/P    | 18       | |
| Leibnitz | Arnfels                         | Arnfels                   | Pfarrkirche Arnfels                     |      | Orgelempore | Konrad Hopferwieser               | 1909      | II/P    | 14       | |
| Leibnitz | Ehrenhausen                     | Ehrenhausen               | Pfarr- und Wallfahrtskirche Ehrenhausen |      | Orgelempore | unbekannt                         | 17xx      | I/P     | 11       | stammt aus der Minoritenkirche Marburg                                                                                          |
| Leibnitz | Gabersdorf                      | Gabersdorf                | Pfarrkirche Gabersdorf                  |      | Orgelempore | Gebrüder Mayer                    | 1907      | II/P    | 13       | |
| Leibnitz | Gamlitz                         | Gamlitz                   | Pfarrkirche Gamlitz                     |      | Orgelempore | Walcker-Mayer                     | 1985      | II/P    | 14       | |
| Leibnitz | Gleinstätten                    | Gleinstätten              | Pfarrkirche Gleinstätten                |      | Orgelempore | Konrad Hopferwieser senior        | 1959      | II/P    | 15       | |
| Leibnitz | Großklein                       | Großklein                 | Pfarrkirche Großklein                   |      | Orgelempore | Konrad Hopferwieser               | 1901      | I/P     | 8        | |
| Leibnitz | Heiligenkreuz am Waasen         | Heiligenkreuz             | Pfarrkirche Heiligenkreuz am Waasen     |      | Orgelempore | Konrad Hopferwieser               | 1894      | II/P    | 24       | |
| Leibnitz | Heimschuh                       | Heimschuh                 | Pfarrkirche Heimschuh                   |      | Orgelempore | Gebrüder Hopferwieser             | 1952      | I/P     | 7        | |
| Leibnitz | Hengsberg                       | Hengsberg                 | Pfarrkirche Hengsberg                   |      | Orgelempore | Diözesan. Orgelbauanstalt Maribor | 2001      | II/P    | 18       | |
| Leibnitz | Kitzeck im Sausal               | Kitzeck                   | Pfarrkirche Kitzeck im Sausal           |      | Altarraum   | Tomas Mocnik                      | 2012      | II/P    | 21       | |
| Leibnitz | Kitzeck im Sausal               | Kitzeck                   | Pfarrkirche Kitzeck im Sausal           |      | Orgelempore | Konrad Hopferwieser               | 1896      | I/P     | 8        | |
| Leibnitz | Lang (Steiermark)               | Lang                      | Pfarrkirche Lang                        |      | Orgelempore | Dreher & Reinisch                 | 1949      | I/P     |          | |
| Leibnitz | Lebring-Sankt Margarethen       | St. Margarethen           | Pfarrkirche St. Margarethen bei Lebring |      | Orgelempore |                                   |           | I/P     |          | Gehäuse aus 1798 von Ludwig Greß                                                                                                |
| Leibnitz | Leibnitz                        | Leibnitz                  | Stadtpfarrkirche                        |      | Orgelempore | Christoph Allgäuer                | 2006      | II/P    | 29       | Gehäuse von der Vorgängerorgel, die ein Werk (II/22) des Orgelbauers Matthäus Mauracher aus dem Jahr 1905 war, wiederverwendet. |
| Leibnitz | Leibnitz                        | Seggauberg                | Stadtpfarrkirche                        |      | Orgelempore | Cyriak Werner                     | 1742      | II/P    | 12       | |
| Leibnitz | Leutschach                      | Leutschach                | Pfarrkirche Leutschach                  |      | Orgelempore | Josef Brandl                      | 1910      | II/P    | 23       | |
| Leibnitz | Sankt Johann im Saggautal       | St. Johann im Saggautal   | Pfarrkirche                             |      | Empore      | Gebr. Rieger                      | 1892      | II/P    | 17       | |
| Leibnitz | Sankt Veit in der Südsteiermark | Sankt Veit am Vogau       | Pfarrkirche                             |      | Empore      | Christoph Egedacher               | 1689/1753 | II/P    | 21       | Disposition für Wallfahrtskirche Mariazell erbaut und 1753 in St. Veit am Vogau aufgestellt                                     |
| Leibnitz | Schwarzautal                    | Wolfsberg im Schwarzautal | Pfarrkirche Wolfsberg im Schwarzautal   |      | Orgelempore | diözesan. Orgelbauanstalt Maribor | 2012      | II/P    | 20       | |
| Leibnitz | St. Andrä im Sausal             | St. Andrä im Sausal       | Pfarrkirche St. Andrä im Sausal         |      | Orgelempore | Gottfried Sonnholz                | 1747      | I/P     | 9        | |
| Leibnitz | St. Johann im Saggautal         | St. Johann im Saggautal   | Pfarrkirche St. Johann im Saggautal     |      | Orgelempore | Gebrüder Rieger                   | 1892      | II/P    | 17       | |
| Leibnitz | Straß in Steiermark             | Straß in Steiermark       | Pfarrkirche Straß in Steiermark         |      | Orgelempore | Josef Brandl                      | 1910      | II/P    | 10       | Disposition |
| Leibnitz | Wildon                          | Wildon                    | Pfarrkirche                             |      | Orgelempore | Orgelbau Pirchner                 | 1988      | II/P    | 22       | Prospekt aus dem 18. Jahrhundert wurde wiederverwendet.                                                                         |
| Leibnitz | Wildon                          | Weitendorf                | Ortskapelle „Klein-Mariazell“           |      | Orgelempore | Johann Lilling                    | ca. 1680  | I/P     | 7        | Disposition |

## Orgeln im Bezirk Leoben
| Bezirk | Gemeinde                        | Ort/Katastral- gemeinde       | Kirche/ Gebäude                             | Bild | Standort | Orgelbauer             | Jahr | Manuale | Register | Bemerkungen                            |
| ------ | ------------------------------- | ----------------------------- | ------------------------------------------- | ---- | -------- | ---------------------- | ---- | ------- | -------- | -------------------------------------- |
| Leoben | Eisenerz                        | Eisenerz                      | Pfarrkirche                                 |      | Empore   | Dreher & Reinisch      | 1957 | II/P    | 28       | Disposition                            |
| Leoben | Kalwang                         | Kalwang                       | Pfarrkirche Kalwang                         |      | Empore   | Valentin Hochleitner   | 1761 | I/P     | 8        |                                        |
| Leoben | Kammern im Liesingtal           | Kammern                       | Pfarrkirche Kammern                         |      | Empore   | Ludwig Greß            | 1795 | I/P     |          | um 1840 erweitert                      |
| Leoben | Kraubath an der Mur             | Kraubath                      | Pfarrkirche Kraubath                        |      | Empore   | Orgelbau Kögler        | 1984 | II/P    | 9        | Gehäuse aus 1864                       |
| Leoben | Mautern in Steiermark           | Mautern                       | Pfarrkirche Mautern                         |      | Empore   | Josef Mauracher        | 1882 | II/P    | 24       |                                        |
| Leoben | Niklasdorf                      | Niklasdorf                    | Alte Pfarrkirche Niklasdorf                 |      | Empore   | Konrad Hopferwieser    | 1925 | I/P     | 7        |                                        |
| Leoben | Niklasdorf                      | Niklasdorf                    | Neue Pfarrkirche Niklasdorf                 |      | Empore   | Walcker-Mayer          | 1974 | I/P     | 6        | op. 4661                               |
| Leoben | Sankt Michael in Obersteiermark | St. Michael in Obersteiermark | Pfarrkirche St. Michael in Obersteiermark   |      | Empore   | Alois Hörbiger         | 1848 | I/P     | 10       |                                        |
| Leoben | Sankt Peter-Freienstein         | St. Peter-Freienstein         | Pfarrkirche St. Peter-Freienstein           |      | Empore   | Konrad Hopferwieser    |      | II/P    |          |                                        |
| Leoben | Sankt Stefan ob Leoben          | St. Stefan ob Leoben          | Pfarrkirche St. Stefan ob Leoben            |      | Empore   | Josef Unterberger      | 1858 | I/P     | 12       |                                        |
| Leoben | Traboch                         | Traboch                       | Pfarrkirche Traboch                         |      | Empore   | Matthäus Mauracher II. | 1880 | I/P     | 6        | 2016 Restauration durch Walter Vonbank |
| Leoben | Trofaiach                       | Trofaiach                     | Stadtpfarrkirche                            |      | Empore   | Orgelbau Maribor       | 2007 | II/P    | 24       |                                        |
| Leoben | Wald am Schoberpass             | Wald am Schoberpass           | Katholische Pfarrkirche Wald am Schoberpaß  |      | Empore   | Dreher & Mertel        | 1920 | II/P    | 9        |                                        |
| Leoben | Wald am Schoberpass             | Wald am Schoberpass           | Evangelische Pfarrkirche Wald am Schoberpaß |      | Empore   | Ludwig Mayrhofer       | 1925 | II/P    | 10       |                                        |

## Orgeln in Stadt Leoben
| Bezirk | Gemeinde | Ort/Katastral- gemeinde | Kirche/ Gebäude                           | Bild | Standort     | Orgelbauer                 | Jahr | Manuale | Register | Bemerkungen                                        |
| ------ | -------- | ----------------------- | ----------------------------------------- | ---- | ------------ | -------------------------- | ---- | ------- | -------- | -------------------------------------------------- |
| Leoben | Leoben   | Donawitz                | Pfarrkirche Leoben-Donawitz               |      | Empore       | Dreher & Reinisch          | 1954 | II/P    | 34       |                                                    |
| Leoben | Leoben   | Göß                     | Stiftskirche                              |      | Empore       | Johann Georg Mitterreither | 1718 | I/P     | 13       |                                                    |
| Leoben | Leoben   | Göß                     | St. Jakob zu Leoben                       |      | seitl. Apsis | Gebrüder Krenn             | 1975 | I/P     | 7        |                                                    |
| Leoben | Leoben   | Hinterberg              | Pfarrkirche Leoben-Hinterberg             |      | Empore       | Walcker-Mayer              | 1976 | I/P     | 6        |                                                    |
| Leoben | Leoben   | Leoben                  | Pfarrkirche Leoben-St. Xaver (Hauptorgel) |      | Empore       | Pflüger Orgelbau           | 2009 | III/P   | 36       | Prospekt von Konrad Hopferwieser, 1899 Disposition |
| Leoben | Leoben   | Leoben                  | Pfarrkirche Leoben-St. Xaver (Chororgel)  |      | Chorraum     | Pflüger Orgelbau           | 2006 | II/P    | 13       | Disposition                                        |
| Leoben | Leoben   | Waasen                  | Waasenkirche                              |      | Empore       | Pflüger Orgelbau           | 1992 | II/P    | 28       |                                                    |

## Orgeln im Bezirk Liezen
| Bezirk            | Gemeinde                    | Ort/Katastral- gemeinde | Kirche/ Gebäude                        | Bild | Standort    | Orgelbauer                | Jahr | Manuale    | Register | Bemerkungen |
| ----------------- | --------------------------- | ----------------------- | -------------------------------------- | ---- | ----------- | ------------------------- | ---- | ---------- | -------- | --- |
| Liezen            | Admont                      | Admont                  | Stiftskirche                           |      | Orgelempore | Orgelbau Rieger           | 1974 | III/P      | 53       | Vorgängerorgel von Matthäus Mauracher mit 61 Register. 1974 Neubau im alten Prospekt. Disposition                                                             |
| Liezen            | Admont                      | Weng im Gesäuse         | Pfarrkirche Weng im Gesäuse            |      | Orgelempore | Matthäus Mauracher        |      | I/P        | 7        | |
| Liezen            | Altaussee                   | Altaussee               | Pfarrkirche                            |      | Orgelempore | Orgelbau Eisenbarth       | 2002 | III/P      | 30       | Unter Verwendung des Gehäuses aus dem Jahr 1862, wobei das Rückpositiv neu dazukam.                                                                           |
| Liezen            | Altenmarkt bei Sankt Gallen | Altenmarkt              | Pfarrkirche Altenmarkt an der Enns     |      | Orgelempore | Simon Anton Hölzl         | 1841 | I/P        | 7        | |
| Liezen            | Ardning                     | Frauenberg              | Pfarr- und Wallfahrtskirche Frauenberg |      | Orgelempore |                           | 1687 | II/P       | 18       | Um 1687 vermutlich als Chororgel gebaut, 1780 von Franz Xaver Chrismann zu einer Emporeorgel umgebaut, 1823 durch Simon Anton Hötzel um ein Manual erweitert. |
| Liezen            | Ardning                     | Frauenberg              | Pfarr- und Wallfahrtskirche Frauenberg |      | Apsis       | Detlef Kleuker            | 1987 | I          | 4        | |
| Liezen            | Bad Aussee                  | Bad Aussee              | Stadtpfarrkirche                       |      | Orgelempore | Orgelbau Rieger           | 1984 | II/P       | 25       | |
| Liezen            | Bad Mitterndorf             | Bad Mitterndorf         | Pfarrkirche Bad Mitterndorf            |      | Orgelempore | Konrad Hopferwieser       | 1908 | II/P       | 15       | Ursprünglich mit 8 Registern. 1947 von Gebr. Mauracher aus Linz auf 15 Registern erweitert.                                                                   |
| Liezen            | Bad Mitterndorf             | Tauplitz                | Pfarrkirche Tauplitz                   |      | Orgelempore | Franz Hölzl               | 1858 | I/P        | 7        | |
| Liezen            | Gaishorn am See             | Gaishorn am See         | Pfarrkirche Gaishorn                   |      | Orgelempore | Simon Hölzl               | 1823 | I/P        | 8        | |
| Liezen            | Gröbming                    | Gröbming                | Pfarrkirche Gröbming                   |      | Orgelempore | Orgelbau M. Walcker-Mayer | 1962 | II/P       | 24       | Gehäuse aus 1782, ursprünglich im Stift Admont |
| Liezen            | Grundlsee                   | Grundlsee               | Pfarrkirche                            |      | Orgelempore | Orgelbau Rieger           | 2000 | II/P       | 12       | |
| Liezen            | Irdning-Donnersbachtal      | Donnersbach             | Pfarrkirche Donnersbach                |      | Orgelempore | Matthäus Mauracher        | 1895 | I/P        |          | |
| Liezen            | Irdning-Donnersbachtal      | Donnersbachwald         | Pfarrkirche Donnersbachwald            |      | Orgelempore | Friedrich Wagner          | 1854 | I/P        | 8        | |
| Liezen            | Liezen                      | Liezen                  | Stadtpfarrkirche                       |      | Orgelempore | Dreher und Reinisch       | 1960 | III/P (IV) | 52       | Disposition und nähere Informationen |
| Liezen            | Rottenmann                  | Rottenmann              | Stadtpfarrkirche Rottenmann            |      | Orgelempore | Franz Xaver Krismann      | 1795 | II/P       |          | |
| Liezen / Gröbming | Schladming                  | Schladming              | Stadtpfarrkirche                       |      | Orgelempore | Matthäus Mauracher I.     | 1862 | II/P       | 21       | Restauration 2020/21 durch Walter Vonbank |
| Liezen            | Sankt Gallen                | Sankt Gallen            | Pfarrkirche                            |      | Orgelempore | Josef Mauracher           | 1898 | II/P       | 13       | |
| Liezen            | Selzthal                    | Selzthal                | Pfarrkirche Selzthal                   |      | Orgelempore | Matthäus Mauracher II.    | 1898 | II/P       | 13       | |
| Liezen            | Stainach-Pürgg              | Pürgg                   | Pfarrkirche Pürgg                      |      | Orgelempore | Nikolaus Rummel d. Ä.     | 1755 | I/P        | 13       | |
| Liezen            | Wildalpen                   | Wildalpen               | Pfarrkirche Wildalpen                  |      | Orgelempore | Gregor Hradetzky          | 1975 | II/P       | 9        | |
| Liezen            | Wörschach                   | Wörschach               | Pfarrkirche Wörschach                  |      | Orgelempore |                           | 1872 | I/P        |          | |

## Orgeln im Bezirk Murau
| Bezirk | Gemeinde                      | Ort/Katastral- gemeinde     | Kirche/ Gebäude                         | Bild | Standort     | Orgelbauer                 | Jahr    | Manuale | Register | Bemerkungen                                  |
| ------ | ----------------------------- | --------------------------- | --------------------------------------- | ---- | ------------ | -------------------------- | ------- | ------- | -------- | -------------------------------------------- |
| Murau  | Krakau                        | Krakaudorf                  | Pfarrkirche Krakaudorf                  |      | Empore       | Walter Vonbank             | 2008    | II/P    | 12       |                                              |
| Murau  | Mühlen (Steiermark)           | Sankt Veit in der Gegend    | Pfarrkirche St. Veit in der Gegend      |      | Empore       | Bartlmä Hörbiger           | 1870    | I/P     | 8        |                                              |
| Murau  | Murau                         | Murau                       | Stadtpfarrkirche                        |      | Empore       | Meyenburg                  | 1698    | II/P    | 17       | Disposition                                  |
| Murau  | Murau                         | Murau                       | Kapuzinerkirche                         |      | Empore       | Walter Vonbank             | 2003/04 | II/P    | 13       |                                              |
| Murau  | Neumarkt in der Steiermark    | Neumarkt in der Steiermark  | Pfarrkirche St. Marein bei Neumarkt     |      | Empore       | Francesco Zanin            |         | I/P     | 11       |                                              |
| Murau  | Neumarkt in der Steiermark    | Neumarkt in der Steiermark  | Pfarrkirche Mariahof                    |      | Empore       | Konrad Hopferwieser        | 1905    | II/P    | 12       |                                              |
| Murau  | Niederwölz                    | Niederwölz                  | Pfarrkirche Niederwölz                  |      | Empore       | Albert Mauracher           | 1913    | I/P     | 8        |                                              |
| Murau  | Oberwölz                      | Oberwölz                    | Stadtpfarrkirche                        |      | Empore       | Matthäus Mauracher II.     | 1914    | II/P    | 24       | 2014/15 Teilrestauriert durch Walter Vonbank |
| Murau  | Ranten                        | Ranten                      | Pfarrkirche Ranten                      |      | Empore       | Matthäus Mauracher II.     | 1885    | II/P    | 11       |                                              |
| Murau  | Sankt Lambrecht               | St. Lambrecht               | Stiftskirche                            |      | Seitenschiff | Georg Westenfelder         | 2003    | III/P   | 40       | Disposition                                  |
| Murau  | Sankt Lorenzen bei Scheifling | St. Lorenzen bei Scheifling | Pfarrkirche St. Lorenzen bei Scheifling |      | Empore       | Wolfgang Bodem             | 2012    | II/P    | 17       |                                              |
| Murau  | Schöder                       | Schöder                     | Pfarrkirche Schöder                     |      | Empore       | Carl Schehl                | 1839    | I/P     | 9        |                                              |
| Murau  | Sankt Georgen am Kreischberg  | St. Ruprecht ob Murau       | Pfarrkirche St. Ruprecht ob Murau       |      | Empore       | Ferdinand Schwarz          | 1738    | I/P     | 8        |                                              |
| Murau  | Sankt Georgen ob Murau        | St. Georgen ob Murau        | Pfarrkirche St. Georgen ob Murau        |      | Empore       | unbekannt                  | 1842    | I/P     | 10       |                                              |
| Murau  | St. Peter am Kammersberg      | St. Peter am Kammersberg    | Pfarrkirche St. Peter am Kammersberg    |      | Empore       | Verschueren Orgelbau       | 2005    | II/P    | 15       |                                              |
| Murau  | Teufenbach-Katsch             | Frojach                     | Pfarrkirche Frojach                     |      | Empore       | Konrad Hopferwieser senior | 1899    | I/P     | 7        |                                              |

## Orgeln im Bezirk Murtal
| Bezirk | Gemeinde                   | Ort/Katastral- gemeinde  | Kirche/ Gebäude                       | Bild | Standort | Orgelbauer         | Jahr | Manuale | Register | Bemerkungen                                                                            |
| ------ | -------------------------- | ------------------------ | ------------------------------------- | ---- | -------- | ------------------ | ---- | ------- | -------- | -------------------------------------------------------------------------------------- |
| Murtal | Fohnsdorf                  | Fohnsdorf                | Pfarrkirche Fohnsdorf                 |      | Empore   | Orgelbau Kögler    | 1991 | III/P   | 32       | Disposition                                                                            |
| Murtal | Judenburg                  | Judenburg                | St. Nikolaus (Judenburg)              |      | Empore   | Max Dreher         | 1991 | III/P   | 36       | wesentliche Teile aus 1901                                                             |
| Murtal | Knittelfeld                | Knittelfeld              | Stadtpfarrkirche Knittelfeld          |      | Empore   | Dreher & Reinisch  | 1956 | II/P    | 27       |                                                                                        |
| Murtal | Lobmingtal                 | Großlobming              | Pfarrkirche Großlobming               |      | Empore   |                    |      | I/P     |          | aus der Magdalenenkirche Judenburg hierher übertragen                                  |
| Murtal | Lobmingtal                 | Kleinlobming             | Pfarrkirche Kleinlobming              |      | Empore   |                    |      |         |          |                                                                                        |
| Murtal | Obdach                     | Obdach                   | Pfarrkirche Obdach                    |      | Empore   |                    | 1975 | II/P    | 19       |                                                                                        |
| Murtal | Pöls-Oberkurzheim          | Pöls                     | Pfarrkirche Pöls                      |      | Empore   |                    | 1974 | II/P    |          | Gehäuse von Josef Mitterreiter aus 1756, 1872 durch Friedrich Werner Gehäuse erweitert |
| Murtal | Pölstal                    | Oberzeiring              | Pfarrkirche Oberzeiring               |      | Empore   | Gebrüder Krenn     | 1965 | II/P    | 15       |                                                                                        |
| Murtal | Pölstal                    | Sankt Johann am Tauern   | kath. Pfarrkirche                     |      | Empore   | Simon Hölzl        | 1831 | I/P     | 8        |                                                                                        |
| Murtal | Pölstal                    | Sankt Oswald bei Zeiring | Pfarrkirche St. Oswald bei Zeiring    |      | Empore   | Carl Schehl        | 1819 | II/P    | 16       |                                                                                        |
| Murtal | Pusterwald                 | Pusterwald               | Pfarrkirche Pusterwald                |      | Empore   | Josef Mauracher    | 1890 | II/P    | 12       | Hauptgehäuse von Josef Mauracher aus 1890, Positiv aus 1959 von Gebrüder Krenn         |
| Murtal | Sankt Georgen ob Judenburg | St. Georgen ob Judenburg | Pfarrkirche St. Georgen ob Judenburg  |      | Empore   | unbekannt          | 1795 | I/P     | 12       |                                                                                        |
| Murtal | Sankt Peter ob Judenburg   | St. Peter ob Judenburg   | Pfarrkirche St. Peter ob Judenburg    |      | Empore   | Matthäus Mauracher | 1891 | I/P     | 8        |                                                                                        |
| Murtal | Seckau                     | Seckau                   | Basilika und Stiftskirche             |      | Empore   | Walcker-Mayer      | 1959 | III/P   | 41       | Disposition                                                                            |
| Murtal | Unzmarkt-Frauenburg        | Frauenburg               | Pfarrkirche Frauenburg                |      | Empore   | Matthäus Mauracher | 1896 | I/P     | 6        |                                                                                        |
| Murtal | Weißkirchen in Steiermark  | Kleinfeistritz           | Pfarrkirche Kleinfeistritz            |      | Empore   |                    |      |         |          |                                                                                        |
| Murtal | Weißkirchen in Steiermark  | Weißkirchen              | Pfarrkirche Weißkirchen in Steiermark |      | Empore   | Albert Mauracher   | 1904 | II/P    | 17       |                                                                                        |

## Orgeln im Bezirk Südoststeiermark
| Bezirk           | Gemeinde                        | Ort/Katastral- gemeinde | Kirche/ Gebäude                 | Bild | Standort | Orgelbauer            | Jahr    | Manuale | Register | Bemerkungen |
| ---------------- | ------------------------------- | ----------------------- | ------------------------------- | ---- | -------- | --------------------- | ------- | ------- | -------- | --- |
| Südoststeiermark | Bad Gleichenberg                | Bad Gleichenberg        | Pfarrkirche Bad Gleichenberg    |      | Empore   | Martin Pflüger        | 2005    | II/P    | 16       | Disposition |
| Südoststeiermark | Dietersdorf am Gnasbach         | Dietersdorf             | Filialkirche Hl. Dreifaltigkeit |      | Empore   | Friedrich Heftner     |         | I/P     | 7        | |
| Südoststeiermark | Edelsbach bei Feldbach          | Edelsbach               | Pfarrkirche                     |      | Empore   | Christoph Allgäuer    | 2013    | II/P    | 10       | [ 22 ] |
| Südoststeiermark | Eichkögl                        | Eichkögl                | Pfarrkirche Eichkögl            |      | Empore   | Karl Reinisch’s Erben | 1938    | II/P    | 10       | Hauptgehäuse aus 1753, Positivgehäuse aus 1794; 1888 aus Pfarrkirche St. Margarethen an der Raab übertragen                                |
| Südoststeiermark | Fehring                         |                         | Stadtpfarrkirche                |      | Empore   | Orgelbau Rieger       | 1979    | II/P    | 24       | |
| Südoststeiermark | Feldbach an der Raab            |                         | Stadtpfarrkirche                |      | Empore   | Mathis Orgelbau       | 2012    | III/P   | 46       | Größte Orgel der Oststeiermark. Die Spiel- und Registertrakturen sind mechanisch, die Registertrakturen zusätzlich elektrisch. Disposition |
| Südoststeiermark | Feldbach an der Raab            |                         | ehem. Franziskanerkloster       |      | Empore   | Matthäus Mauracher    | 1908    | I/P     | 7        | Disposition |
| Südoststeiermark | Mureck                          | Mureck                  | Pfarrkirche Mureck              |      | Empore   | Alois Hörbiger        | 1844    | I/P     | 15       | |
| Südoststeiermark | Paldau                          | Paldau                  | Pfarrkirche Paldau              |      | Empore   | Carl Schehl           | 1844    | I/P     | 10       | |
| Südoststeiermark | Sankt Anna am Aigen             | St. Anna am Aigen       | Pfarrkirche                     |      | Empore   | Mathis Orgelbau       | 2007    | II/P    | 23       | |
| Südoststeiermark | Straden                         | Straden                 | Pfarrkirche                     |      | Empore   | Ferdinand Schwarz     | um 1770 | II/P    | 20       | Ursprünglich 15 Register auf zwei Manuale. Zwischenzeitlich mehrfach umgebaut; letztmalig 1976 von der Orgelbaufirma Krenn.                |
| Südoststeiermark | Straden                         | Straden                 | St. Florian (Straden)           |      | Empore   | Christian Clevo       | 1776    | I/P     | 11       | |
| Südoststeiermark | Straden                         | Straden                 | St. Sebastian                   |      | Empore   | Leopold Breinbauer    | 1903    | I/P     | 6        | Gehäuse aus 1760 |
| Südoststeiermark | Trautmannsdorf in Oststeiermark |                         | Pfarrkirche Trautmannsdorf      |      | Empore   | Matthäus Mauracher    | 1891    | II/P    | 15       | |
| Südoststeiermark | Unterlamm                       | Unterlamm               | Pfarrkirche                     |      | Empore   | Matthäus Mauracher    | 1918    | II/P    | 15       | |

## Orgeln im Bezirk Voitsberg
| Bezirk    | Gemeinde              | Ort/Katastral- gemeinde | Kirche/ Gebäude                       | Bild | Standort | Orgelbauer                 | Jahr | Manuale | Register | Bemerkungen |
| --------- | --------------------- | ----------------------- | ------------------------------------- | ---- | -------- | -------------------------- | ---- | ------- | -------- | ----------- |
| Voitsberg | Bärnbach              | Bärnbach                | Pfarrkirche                           |      | Empore   | Orgelbau Rieger            | 1994 | II/P    | 22       |             |
| Voitsberg | Edelschrott           | Edelschrott             | Pfarrkirche Edelschrott               |      | Empore   | Franz Schwarz              | 1797 | I/P     | 10       |             |
| Voitsberg | Hirschegg-Pack        | Hirschegg               | Pfarrkirche Hirschegg                 |      | Empore   | Johann Georg Mitterreither | 1734 | I/P     | 10       | Disposition |
| Voitsberg | Hirschegg-Pack        | Pack                    | Pfarrkirche Pack                      |      | Empore   | Ferdinand Schwarz          | 1773 | I/P     | 8        | Disposition |
| Voitsberg | Kainach bei Voitsberg | Kainach bei Voitsberg   | Pfarrkirche Kainach bei Voitsberg     |      | Empore   | Konrad Hopferwieser        | 1949 | I/P     | 10       | Disposition |
| Voitsberg | Köflach               | Graden-Piber            | Pfarrkirche Graden                    |      | Empore   | Konrad Hopferwieser        | 1955 | I/P     | 6        | Disposition |
| Voitsberg | Köflach               | Köflach                 | Pfarrkirche Köflach                   |      | Empore   | Franz Gorsic/Slowenien     | 1884 | II/P    | 15       | Disposition |
| Voitsberg | Köflach               | Piber                   | Pfarrkirche Piber                     |      | Empore   | Walter Vonbank             | 2002 | II/P    | 20       |             |
| Voitsberg | Maria Lankowitz       | Maria Lankowitz         | Wallfahrtskirche                      |      | Empore   | Matthäus Mauracher II.     | 1891 | II/P    | 16       | Disposition |
| Voitsberg | Mooskirchen           | Mooskirchen             | Pfarrkirche Mooskirchen               |      | Empore   | Joseph Krainz              | 1845 | II/P    | 17       |             |
| Voitsberg | Söding-Sankt Johann   | Sankt Johann-Köppling   | Pfarrkirche Sankt Johann ob Hohenburg |      | Empore   | Walcker-Mayer              | 1992 | II/P    | 17       | Disposition |
| Voitsberg | Voitsberg             | Voitsberg               | Stadtpfarrkirche                      |      | Empore   | Orgelbau Kögler            | 1987 | II/P    | 23       | Disposition |
| Voitsberg | Voitsberg             | Voitsberg               | Michaelkirche                         |      | Empore   | Gebr. Rieger               | 1893 | II/P    | 16       |             |

## Orgeln im Bezirk Weiz
| Bezirk | Gemeinde                   | Ort/Katastral- gemeinde    | Kirche/ Gebäude                        | Bild | Standort | Orgelbauer           | Jahr | Manuale | Register | Bemerkungen                                                                             |
| ------ | -------------------------- | -------------------------- | -------------------------------------- | ---- | -------- | -------------------- | ---- | ------- | -------- | --------------------------------------------------------------------------------------- |
| Weiz   | Anger (Steiermark)         | Anger                      | Pfarrkirche Anger                      |      |          | Thomas Jann Orgelbau | 1983 | II/P    | 22       | Neubau im Gehäuse der alten Orgel von Andreas Schwarz aus 1740 von Kaspar Mitterreither |
| Weiz   | Anger (Steiermark)         | Auersbach                  | 14-Nothelfer-Kirche                    |      |          | Thomas Jann Orgelbau | 1998 | I/P     | 9        | Disposition                                                                             |
| Weiz   | Anger (Steiermark)         | Heilbrunn                  | Wallfahrtskirche Maria Heilbrunn       |      |          | Konrad Hopferwieser  | 1908 | I/P     | 9        | Disposition                                                                             |
| Weiz   | Anger (Steiermark)         | Oberfeistritz              | Filialkirche St. Ulrich                |      |          | unbekannt            | 1683 | I       | 4        | Disposition                                                                             |
| Weiz   | Birkfeld                   | Aschau                     | Filialkirche St. Georgen am Gasenbach  |      |          | Carl Schehl          | 1841 | I/P     | 8        | Disposition                                                                             |
| Weiz   | Birkfeld                   | Birkfeld                   | Pfarrkirche Birkfeld                   |      |          | Ferdinand Schwarz    | 1765 | II/P    | 24       | Disposition                                                                             |
| Weiz   | Birkfeld                   | Koglhof                    | Pfarrkirche Koglhof                    |      |          | Ferdinand Schwarz    | 1767 | II/P    | 14       |                                                                                         |
| Weiz   | Fischbach (Steiermark)     | Fischbach                  | Pfarrkirche Fischbach                  |      |          | Christoph Allgäuer   | 2002 | II/P    | 13       | Disposition                                                                             |
| Weiz   | Gasen                      | Gasen                      | Pfarrkirche Gasen                      |      |          | Ferdinand Schwarz    | 1769 | I/P     | 10       | Disposition                                                                             |
| Weiz   | Gleisdorf                  | Gleisdorf                  | Marienkirche                           |      | Empore   | Georg Jann           | 1994 | II/P    | 14       | Disposition                                                                             |
| Weiz   | Gleisdorf                  | Gleisdorf                  | Stadtpfarrkirche                       |      | Empore   | Orgelbau Maribor     | 2002 | III/P   | 40       | Neubau im Gehäuse der alten Orgel von Konrad Hopferwieser                               |
| Weiz   | Passail                    | Arzberg (Gemeinde Passail) | Pfarrkirche Arzberg                    |      |          | Karl Schehl          | 1832 | I/P     | 8        |                                                                                         |
| Weiz   | Pischelsdorf am Kulm       | Pischelsdorf               | Pfarrkirche Pischelsdorf am Kulm       |      |          | Konrad Hopferwieser  | 1913 | III/P   | 39       | Disposition                                                                             |
| Weiz   | Pischelsdorf am Kulm       | Pischelsdorf               | Friedhofskirche St. Johann Nepomuk     |      |          | unbekannt            | 1690 | I       | 5        | Disposition                                                                             |
| Weiz   | Puch bei Weiz              | Puch bei Weiz              | Pfarrkirche Puch bei Weiz              |      |          | Francesco Zanin      | 2003 | I/P     | 14       | Disposition                                                                             |
| Weiz   | Sinabelkirchen             | Sinabelkirchen             | Pfarrkirche Sinabelkirchen             |      |          | Orgelbau Kögler      | 1992 | II/P    | 13       | Disposition                                                                             |
| Weiz   | St. Kathrein am Hauenstein | St. Kathrein               | Pfarrkirche St. Kathrein am Hauenstein |      |          | Christian Erler      | 2018 | II/P    | 15       |                                                                                         |
| Weiz   | St. Ruprecht an der Raab   | St. Ruprecht               | Pfarrkirche Sankt Ruprecht an der Raab |      |          | Konrad Hopferwieser  | 1906 | II/P    | 21       |                                                                                         |
| Weiz   | Strallegg                  | Strallegg                  | Pfarrkirche Strallegg                  |      |          | Gebrüder Krenn       | 1982 | II/P    | 13       |                                                                                         |
| Weiz   | Weiz                       | Weizberg                   | Weizbergkirche                         |      | Empore   | Mathis Orgelbau      | 2001 | III/P   | 31       | Orgel und Disposition                                                                   |